# Culottées (série télévisée d'animation)
Pour la série de bandes dessinées, voir Culottées.
Culottées est une série d'animation adaptée de la bande dessinée Culottées de Pénélope Bagieu, réalisée par Mai Nguyen et Charlotte Cambon. Elle est diffusée le 7 mars 2020 sur France 5 avant d'être disponible en intégralité dès le lendemain sur france.tv. Les voix sont interprétées par Cécile de France.

## Fiche technique
- Titre : Culottées
- Réalisation : Mai Nguyen et Charlotte Cambon
- Scénario : Émilie Valentin et Elise Benroubi, d'après les bandes dessinées Culottées de Pénélope Bagieu
- Storyboard : Mai Nguyen, Charlotte Cambon
- Bible graphique : Sarah Saidan
- Musique : Fred Avril
- Production : Priscilla Bertin et Judith Nora (Silex Films) - Arnaud Colinart
  - Production exécutive : Philippine Gelberger
- Société de production : Silex Films
- SOFICA : Cinécap 2
- Société de production : Silex Films
- Studio d'animation : Silex Animation
- Ventes internationales : MIAM! Animation
- Pays d'origine :  France
- Format : série 30 x 3 min 30 s
- Technique : animation 2D

## Accueil et réception
Télérama relève la fidélité à l’esprit de la bande dessinée originelle, tandis que La Croix estime que le cinéma d'animation restitue l'adaptation graphique de la BD.